# Santa Victoria (departamento)

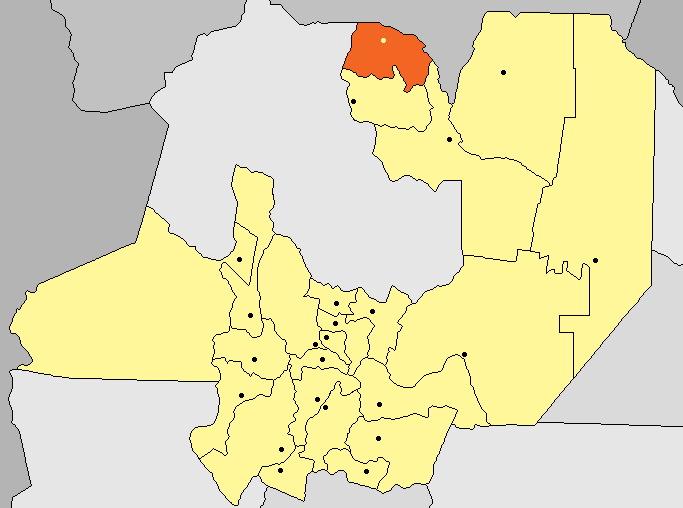
Departamento Santa Victoria (Salta - Argentina).

Departamento Santa Victoria é um departamento da província de Salta, na Argentina.